# رالف وودورد
رالف وودورد (بالإنجليزية: Ralph Woodward)‏ هو موزع بريطاني، ولد في 17 نوفمبر 1971.

## روابط خارجية
- رالف وودورد على موقع ميوزك برينز (الإنجليزية)